# Wick Allison
Lodowick Brodie Cobb «Wick» Allison (Dallas, 17 de marzo de 1948 - Roscoe, 1 de septiembre de 2020) fue un editor y autor estadounidense. Era el propietario de D Magazine, una revista mensual que cubre Dallas-Fort Worth, y que cofundó en 1974. También fue el principal propietario de People Newspapers, que compró en 2003. Se desempeñó como presidente de la organización sin fines de lucro American Ideas Institute, editor de The American Conservative.

## Primeros años
Allison nació en Dallas, Texas, el 17 de marzo de 1948. Fue un texano de sexta generación. Se graduó de la Universidad de Texas en Austin en 1971. Se desempeñó como editor de la revista de humor estudiantil The Texas Ranger y obtuvo una licenciatura en Estudios Estadounidenses. Después de graduarse, sirvió en la Casa Blanca en la Comisión del Presidente sobre disturbios en el campus y posteriormente se unió al Ejército de los Estados Unidos. Asistió a la Escuela de Negocios Cox en la Universidad Metodista del Sur, donde desarrolló su plan de negocios para la Revista D antes de abandonar la escuela.[cita requerida]

## Carrera
Allison cofundó D Magazine, una revista mensual que cubre Dallas, en 1974, con el respaldo del inversor de Dallas Ray Lee Hunt. Él y un grupo de inversores compraron Sport Magazine en 1981, que posteriormente vendieron tres años después. Procedió a fundar y publicar Art & Antiques en 1984. Un año después, William F. Buckley Jr. le pidió que se uniera a la junta directiva de National Review, y se convirtió en su editor en 1988, sucediendo a William A. Rusher. A inicios de los años 1980, vendió su empresa Allison Publications, editor de Art & Antiques. Renunció como editor de National Review en 1993. Dos años más tarde, junto al inversionista Harlan Crow recompró D Magazine, y en 2001, compró Crow para convertirse en el único propietario de la compañía de revistas. Editó una nueva edición de La Biblia para ser leída como literatura viva, publicada por Simon & Schuster en 1993. También fue el autor de ¿Eso está en la Biblia? ( Random House, 2009) y coautor de Condemned To Repeat It ( Viking Penguin, 1998).
En febrero de 2013, lanzó D: The Broadcast, un programa matutino diario de entrevistas de dos horas de dudración,  en la estación local independiente KTXD de Dallas, pero la revista terminó su afiliación con el programa en agosto del mismo año.

## Puntos de vista políticos
En septiembre de 2008, publicó un artículo en la revista D titulado «Un conservador para Obama», en el que respaldó la presidencia del entonces senador Barack Obama. En mayo de 2011, se retractó del respaldo alegando «desilusión en serie» con los dos principales partidos políticos estadounidenses. Sin embargo, en septiembre de 2012, le dijo a The Daily Beast:

«Probablemente votaré por Obama, a menos que tenga una inspiración para Gary Johnson en la cabina de votación. (De todos modos, mi voto en Texas se desperdicia)... Romney es lo opuesto a conservador, con un plan fiscalmente imprudente y una política exterior innecesariamente militante. Obama ha hecho lo mejor que se podía haber hecho, considerando la oposición republicana unida en el Congreso. Mis preguntas sobre el Obamacare y mi decepción porque aún no hemos salido de Afganistán no son suficientes para hacerme abrazar una candidatura que incluso George W. Bush habría rechazado y, habiendo tenido tiempo para reflexionar sobre su propio historial, tal vez lo sea...»

## Vida personal
Se casó con Christine Peterson en 1983. Juntos, tuvieron cuatro hijas: Gillea, Maisie, Chrissie y Loddie. Chrissie nació con síndrome de Down; aunque los médicos advirtieron que tendría que ser internada en una institución, Allison y su esposa insistieron en llevarla a casa.
Falleció el 1 de septiembre de 2020 en su casa de Craigie Clair, en las montañas Catskill. Tenía setenta y dos años y fue padeció de cáncer de vejiga durante más de una década antes de su deceso.